# Novosoldatske, Berdeansk
Novosoldatske (în ucraineană Новосолдатське) este un sat în comuna Mîkolaiivka din raionul Berdeansk, regiunea Zaporijjea, Ucraina.

## Demografie
Componența lingvistică a localității Novosoldatske
     Ucraineană (93,33%)
     Rusă (6,11%)
Conform recensământului din 2001, majoritatea populației localității Novosoldatske era vorbitoare de ucraineană (93,33%), existând în minoritate și vorbitori de rusă (6,11%).